# Acropora palmata
Acropora palmata là một loài san hô trong họ Acroporidae. Loài này được Lamarck, mô tả khoa học năm 1816.

## Hình ảnh

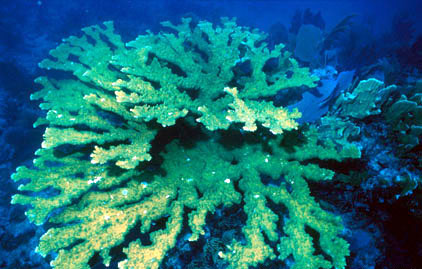
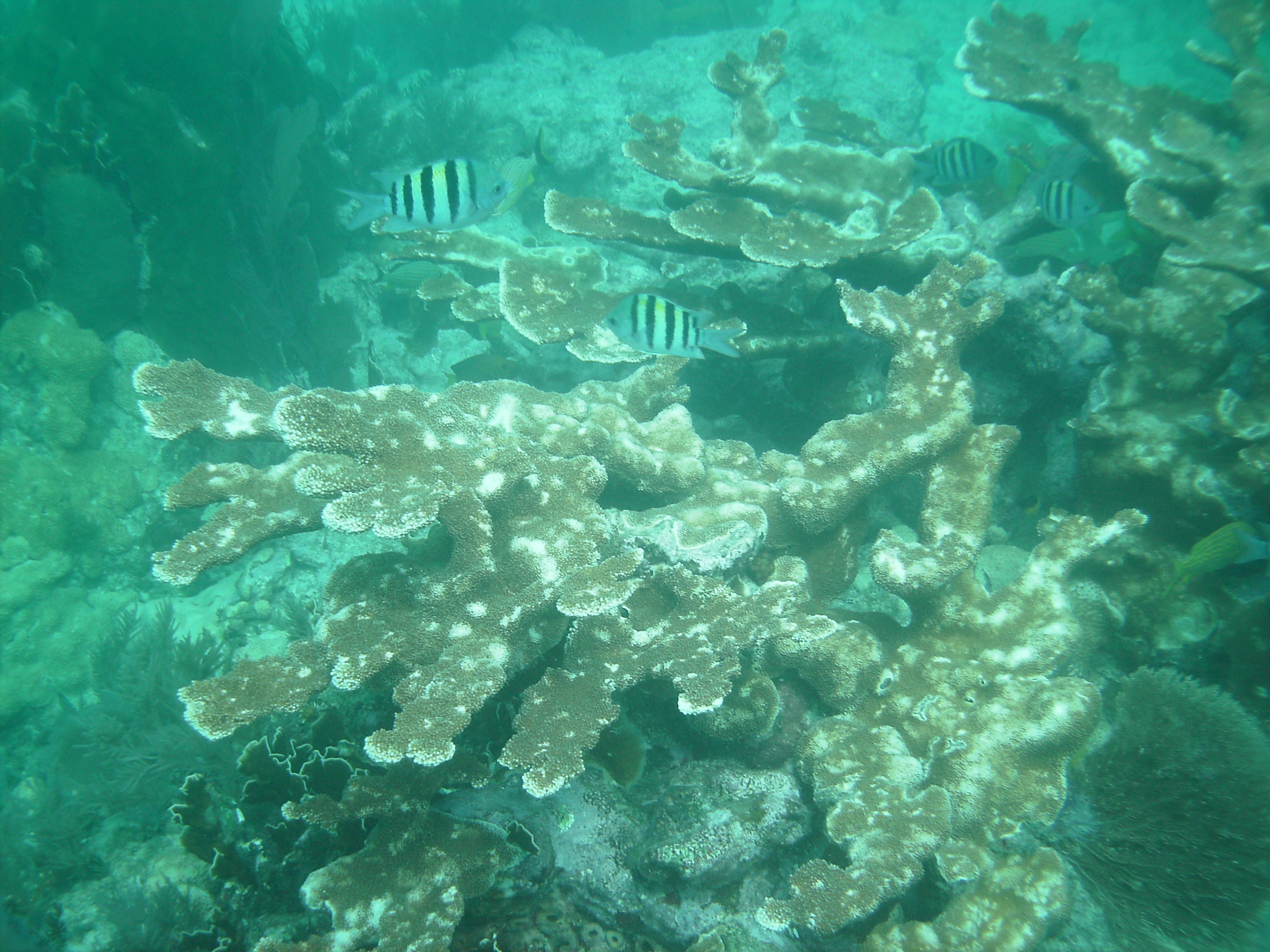
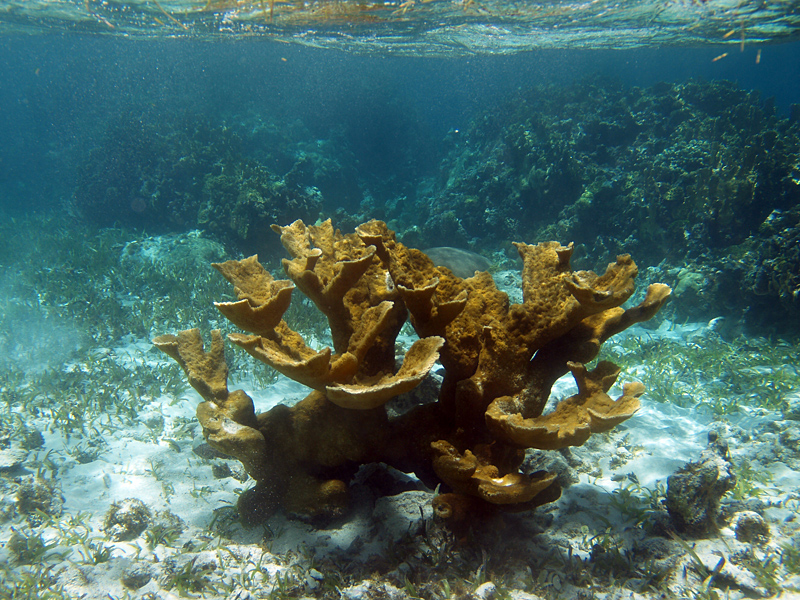
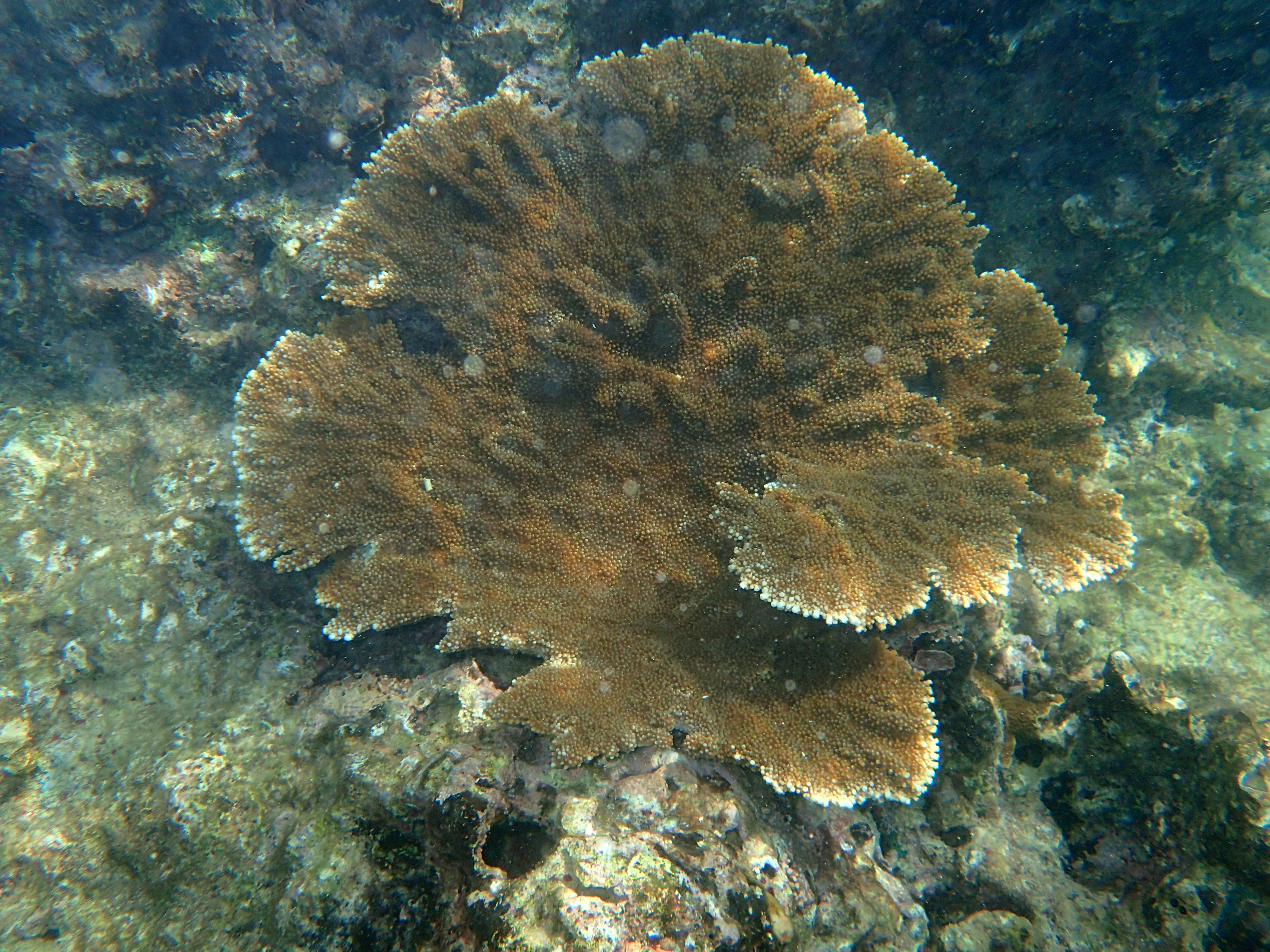
Trẻ tuổi
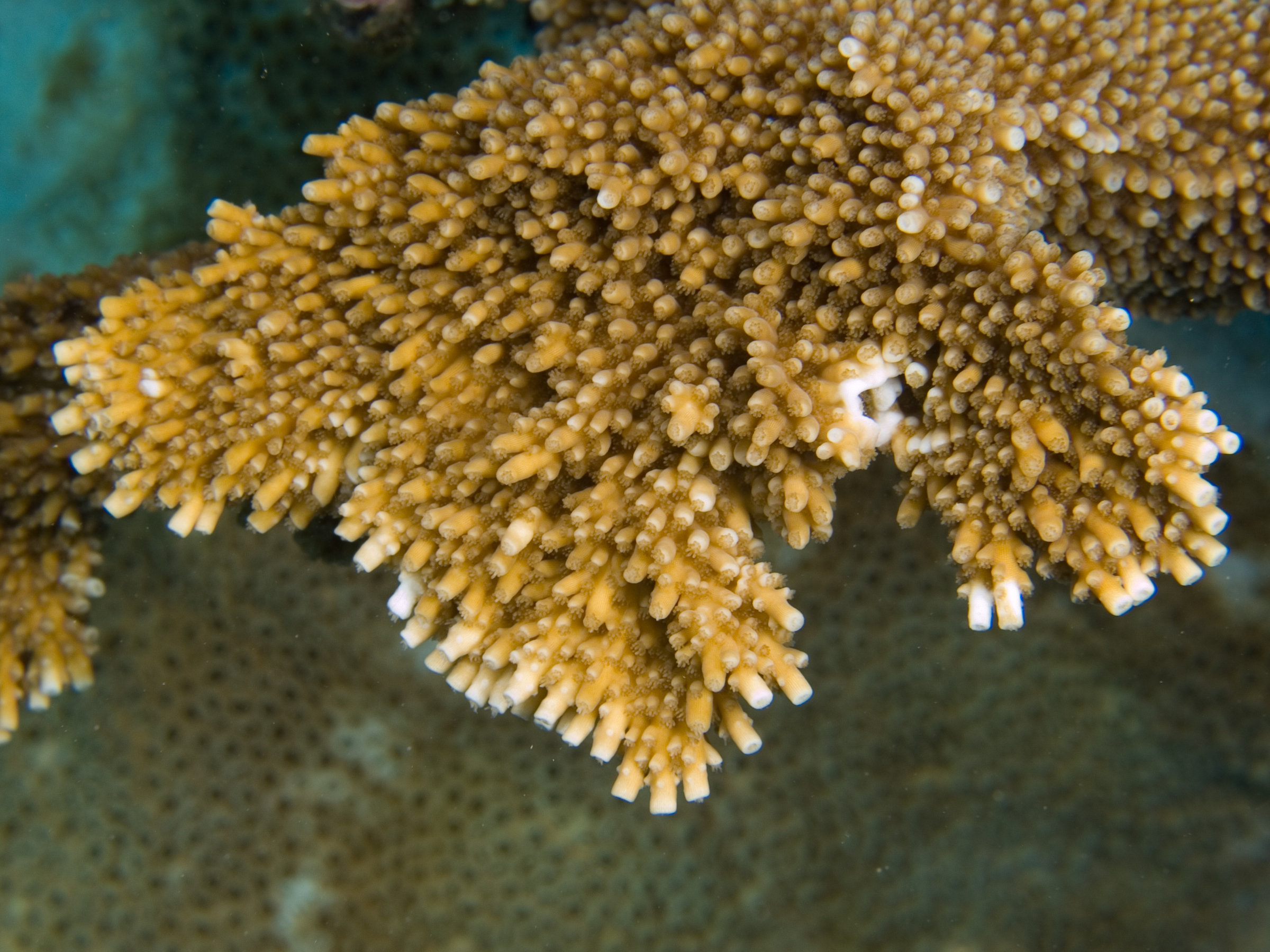